# Cașinu Mic, Covasna
Cașinu Mic (în maghiară Kiskászon) este un sat în comuna Sânzieni din județul Covasna, Transilvania, România. Se află în partea de nord a județului, în Depresiunea Târgu Secuiesc.